# Anomaloglossus stepheni
Anomaloglossus stepheni é uma espécie de anfíbio da família Aromobatidae. Pode ser encontrada no Brasil, Suriname e Guiana Francesa.